# Hedwig Porschütz
Hedwig Porschütz (née Völker, 10 juin 1900 - 26 mars 1977) est une résistante allemande au nazisme. Elle est reconnue à titre posthume comme Juste parmi les Nations pour avoir aidé et sauvé des Juifs pendant l'Holocauste. 

## Biographie
Hedwig Völker est née en 1900 à Berlin-Schöneberg. En 1926, elle épouse Walter Porschütz, qui est alors chauffeur et sera plus tard enrôlé dans la Wehrmacht. Pendant la Grande Dépression, elle se tourne vers la prostitution et en 1934, elle est accusée de chantage et condamnée à dix mois de prison. 

### Seconde Guerre mondiale
À partir de 1940, Porschütz travaille dans l'atelier d'Otto Weidt pour les aveugles en tant que préposée aux entrepôts et plus tard sténotypiste. De par leur relation, elle aide Weidt à protéger ses employés en cachant les femmes juives chez elle et en échangeant illégalement des fournitures pour subvenir à leurs besoins. 
Les jumelles Marianne et Anneliese Bernstein séjournent dans l'appartement de Porschütz pendant six mois à partir de janvier 1943. En mars, elles sont rejointes par Grete Seelig et Lucie Ballhorn. Parfois, les prostituées utilisent l'appartement — les occupants doivent alors attendre dehors jusqu'à ce que les clients soient partis. Lorsque la situation devient finalement trop dangereuse, en raison d'une descente de police dans un autre appartement du même immeuble au milieu de l'année 1943, les jumelles Bernstein déménagent à Wilmersdorf tandis que la mère de Porschütz accueille les deux autres femmes. Trois des quatre survivront à l'Holocauste. 
Les marchandises que les Porschütz achète au marché noir sont remises aux Juifs persécutés et utilisées pour soudoyer les officiers de la Gestapo. Le groupe d'Otto Weidt envoie plus de 150 colis alimentaires au ghetto de Theresienstadt pour approvisionner au moins 25 personnes emprisonnées. Porschütz achète également des documents falsifiés pour Inge Deutschkron. En raison de son commerce au marché noir, Porschütz est condamnée à 18 mois de prison en octobre 1944 par un Sondergericht nazi. Pendant un certain temps, elle est emprisonnée à Zillerthal-Erdmannsdorf, un sous-camp du camp de concentration de Gross Rosen.

### Après-guerre
Après la guerre, ses activités restent méconnues pendant de nombreuses années. Ses demandes d'être indemnisée pour persécution politique et d'être nommée comme une « héroïne inconnue » sont rejetées par les autorités de Berlin-Ouest en 1959. Les autorités de l'époque n'envisagent pas l'aide aux Juifs comme un acte de résistance. En raison de son travail antérieur en tant que prostituée, Porschütz est aussi considérée comme une personne immorale et déshonorante. Le jugement de 1944, bien qu'ayant été rendu par un tribunal politique, est utilisé contre elle. Elle meurt dans la pauvreté en 1977 ; il n'existe aucune photo connue d'elle. 

## Héritage
Il faut attendre novembre 2010 pour que Porschütz soit honorée par la ville de Berlin d'une plaque commémorative, qui est ensuite placée à son ancienne adresse (Feurigstraße 43). En 2011, le jugement de 1944 est abrogé au motif que le tribunal nazi avait rendu des jugements politiques pour exécuter la « volonté du Führer ». Yad Vashem la reconnaît - ainsi que sa mère, Hedwig Völker - comme Juste parmi les Nations en 2012, une cérémonie de commémoration a lieu trois ans plus tard. Une rue de Berlin Mitte est nommée en son honneur en 2018 (Hedwig-Porschütz-Straße). 